# Prince Naga
Le Prince Naga (長皇子), ( ? – 9 juillet 715) est un  prince japonais, fils de l'empereur Temmu et de la princesse Ōe, elle-même fille de l'empereur Tenji. Son frère est le prince Yuge.